# トライアルズ ライジング
『トライアルズ ライジング』（Trials Rising）は、ユービーアイソフトより発売のレースゲーム。日本では2019年2月28日に発売された。
トライアルズシリーズの6作目。対応プラットフォームはMicrosoft Windows、PlayStation 4、Nintendo Switch、Xbox One。

## 概要
ユービーアイソフトは2018年6月11日に「E3 2018カンファレンス」を開催し、その中で「Trials Rising」に関する情報が公開された。操作画面は2Dで、スタントバイクを乗り回し、起伏やギミックのあるコースを攻略していくモトクロススタイルのゲームとなっている。今作では現実の各世界を舞台としており、チュートリアルが強化されている。また、Fusionで追加されたマルチプレイが初期から実装されている。通常版に加えて、DLCや追加アイテムが手に入るエクスパンションパスが同梱される「ゴールドエディション」も発売された。

## 内容

### シングルプレイ
- キャリアモード
  - 世界を転戦するキャンペーンモード。
- タスク
  - クエストをこなしてスポンサーからの支援を得るモード。
- チャレンジャー
  - 3人の挑戦者と一人ずつレースをするモード。
- スタジアム
  - 8人からの勝ち残りレース。

### マルチプレイ
- シーズン
  - ランキングマッチ。多数のプレイヤーと争う。
- パーティモード
  - ローカルマルチプレイモード。
- タンデム[2]
  - 1つのバイクを2人で操作する。